# Rock català
Rock català (deutsch katalanischer Rock) ist eine Musikrichtung, welche verschiedene musikalische Gruppierungen Ende des 20. und Anfang des 21. Jahrhunderts beschreibt, die auf Katalanisch singen. Obwohl der Ausdruck den Begriff „Rock“ enthält, kann man unter ihn auch Stilrichtungen wie die Popmusik fassen. Er bezieht sich insbesondere auf eine Reihe von Gruppen, die in den 1970er Jahren erschienen sind und auf Katalanisch die populären Musikstile, die zu dieser Zeit in Mode waren, singen wollten. Diese konnten sie bis dahin – in der Zeit kurz nach der Diktatur – nur auf anderen Sprachen hören, hauptsächlich waren es Lieder auf Englisch.

## Historischer Kontext
Der Begriff begann in den 1970er Jahren um den alten Konzertsaal Zeleste populär zu werden, der dem Schutz einer Bewegung namens rock laietà diente. Diese Strömung enthält Namen wie Pau Riba, Jaume Sisa, Om, Oriol Tramvia, Companyia Elèctrica Dharma, Grec, Atila, sowie Gruppen, die vom Englischen Gebrauch machten, wie Maquina!, Pan&Regaliz etc. 1975 wurde erstmals das Canet Rock Festival gefeiert, das drei weitere Male stattfand. Diese Szene wird in dem Buch „Geschichte und Macht des katalanischen Rocks“ von Jordi Sierra i Fabra (1977) beschrieben.
Das erste Lied im Punkrockstil, das in katalanischer Sprache produziert wurde, stammt von einer Band, die aus den Stadträndern von Barcelona kommt. Es handelt sich um Ciutat Podrida (deutsch: „Verrottete Stadt“) von der Band Trapera del Río.
Später setzte sich dieser Stil, in den 1980er und frühen 1990er Jahren, mit Gruppen und Interpreten der Rockmusik und anderen Genres auf Katalanisch fort. Der Begriff wird auch in Bezug auf das gesamte Phänomen, das in der Musik und der Kultur entstanden ist, verwendet, vor allem unter Jugendlichen. Diesbezüglich traten Gruppen wie Sopa de Cabra, Sau, Sangtraït, Lax'n'Busto, Els Pets, Obrint Pas, Whiskyn's, Brams, La Gossa Sorda, Gossos etc. hervor. Diese Gruppen besaßen sowohl soziale als auch kommerzielle Auswirkungen und erhöhten die Präsenz der katalanischen Sprache im alltäglichen Leben der jüngeren Generationen.
Der musikalische „Boom“ fand Anfang der 1990er Jahre seinen Höhepunkt, als viele Gruppen erschienen und zahlreiche Konzerte veranstaltet, sowie Festivals im gesamten Gebiet der katalanischen Länder ausgerichtet wurden. Der katalanische Rock ist seit diesem Jahrzehnt allerdings nicht von Kritik ausgenommen: Viele Musikkritiker bemängelten, dass die Generalitat de Catalunya diese Bewegung oder dieses musikalische Phänomen angeblich mit politischen Zielen subventioniert und gefördert habe.

## Geschichte

### Die 1970er Jahre
Der Vorläufer des Rock Català ist die Ona Laietana der 1970er Jahre, die vom Konzertsaal Zeleste gefördert wurde und mit dem Nova Cançó sowie mit Künstlern, die Teil der Grup de Folk waren, verwandt ist. Die größte Demonstration der Laietana war das Gegenkultur-Festival Canet Rock, das zwischen 1975 und 1978 stattfand. Unter den Künstlern von Ona waren die größten Rocker Pau Riba und die Fusion-Gruppe Companyia Elèctrica Dharma, die 1920er Jahre später Teil des Rock Català wurde. Ciutat podrida (deutsch: „Verrotete Stadt“), ein Titel der Band Trapera del Río, der 1979 erschienen ist, gilt als das erste Rock-Lied auf Katalanisch. In den 80er Jahren, als die Madrider Bewegung, kastilischen Ausdrucks, um sich wütete, kreierten Bands wie Duble Buble, N'Gai N'Gai, GREC, La Madam oder Detectors, Rock auf ihrer eigenen Sprache.

### Die 1990er Jahre
Der Erfolg des Rock Català ist mit der Generation der 90er verbunden. Jugendliche, die in den 70ern geboren wurden, besaßen fast keine einheimischen musikalischen Referenzen, hatten die ersten Schritte in der Zeit der Transition gemacht und wurden auf Katalanisch unterrichtet. Seit dem Tod von Franco war das Katalanische nun auch in anderen Bereichen, wie der Verwaltung oder den Medien, präsent. Die symbolträchtigsten Gruppen der Bewegung stammten von außerhalb Barcelonas. Der massive Durchbruch entstand durch eine direkte Verbindung zur Öffentlichkeit, dank eines unkomplizierten Pop-Rocks, einem Image und einer sehr nahen Sprache, mit der sich die katalanische Jugend identifizieren konnte – weit entfernt von der progressiven Figur und der regimekritischen Botschaft des Nova Cançó. Der Auslöser hierfür war der spektakuläre Erfolg von Sopa de Cabra im Jahr 1989, welcher sich nahezu gleichzeitig zu dem von Sau, Els Pets, Lax'nBusto und Sangtraït ereignete. Diese Bands füllten Pavillons und große Veranstaltungsorte mit zwischen 50 und 100 Konzerten in Katalonien und nutzten die musikalische Gelegenheit großer Feste.

### Das Konzert imPalau Sant Jordi
Das soziale Phänomen namens Rock Català triumphierte am 14. Juni 1991 im Palau Sant Jordi (Multifunktionsarena) in Barcelona mit einem Konzert von vier der größten und beliebtesten Gruppen: Sopa de Cabra, Sau, Sangtraït und Els Pets. An ihm nahmen mehr als 22.000 Menschen teil, die den Act zu einem europäischen Publikumserfolg, in Anbetracht einer in geschlossenen Räumen stattfindenden musikalischen Show, machten. Es wurde von den Managern der Gruppen sowie dem Organ der Förderung für Musik der Generalitat organisiert und von TV3 (katalanischer Fernsehsender) übertragen.
Die Rockband aus Girona, Sopa de Cabra, die einen Stil zwischen den Stones und Springsteen aufweist, bestand seit 1986 unter der Leitung von Gerard Quintana. Einer ihrer Klassiker war das Lied L’Empordà. Die Band Sau bestand seit 1987 aus dem aus Osana stammenden Pep Sala und dem Barceloner Carles Sabater. Sie machten Pop-Rock-Musik und sind mit Titeln wie És inútil continuar (deutsch: „Es ist unnötig weiterzumachen“), El tren de mitjanit (deutsch: „Der Mitternachtszug“) oder Boig per tu (deutsch: „Verrückt nach dir“) bekannt geworden. Die 1982 gegründete Band Sangtraït aus Empordà wurde von Quim Mandado angeführt und triumphierte mit mittelalterlichen Stücken wie El vol de l’home ocell (deutsch: „Der Flug des Vogelmannes“). Els Pets aus Tarragona, die 1985 gegründet wurde, repräsentiert durch Lluís Gavaldà, feierte ein ländliches Pop-Rock-Festival mit Liedern wie Vine a la festa (deutsch: „Komm‘ zum Fest“) oder Tarragona m’esborrona (deutsch: „Tarragona langweilt mich“).
Basierend auf dieser Weihe des Rock Català als soziales Phänomen, verkauften sich die CDs der wichtigsten Gruppen in Zehntausenden von Exemplaren, die sowohl nationale als auch multinationale Labels veröffentlichten und die Konzerte in Katalonien und der restlichen Welt des katalanischen Sprachgebiets nahmen zu. Der populäre und mediale Ausbruch der Bewegung führte dazu, dass die Zahl der Fans dieser Gruppen anstieg und ihre Leadsänger zu Idolen wurden, welche die meisten Jugendlichen – neben den Sängern englischer Abstammung- bewunderten und nachahmten. Als Ergebnis dieses Panoramas erschien Anfang der 90er Jahre die Enderrock, eine auf katalanische Musik spezialisierte Zeitschrift, die eine Redaktionsgruppe hervorgebracht hat. Ein weiteres Produkt der Bewegung, in diesem Fall verschwunden, war die jährliche Kompilation El tec i la teca. Ebenfalls im Jahr 1990 veröffentlichte Josep Cassart, der schon Jahre zuvor in Zeleste ein Musik-Promoter war, das Buch Nou Rock Català (deutsch: „Neuer katalanischer Rock“), das Lieder dutzender Gruppen wie: Sopa de Cabra, Tancat per defunció, 080, B-30, Detectors, Duble Buble, Els Pets, Grec, La Madam, N'Gai-N'Gai, Sangtraït und Sau, enthält.
Die anschließende Unterstützung des Phänomens durch das Kulturministerium der Regierung der Generalitat von Katalonien, die damals aus der autonomen Koalition Convergència i Unió (CiU) bestand, unter dem Vorsitz von Jordi Pujol, stieß in einigen sozialen Bereichen, welche den Rock Català als Ergebnis einer orchestrierten Operation des Nationalismus sahen, auf Kritik. Ein großer Teil der Gruppen, die hierunter vielen, lehnten jegliche parteipolitische Lektüre ihrer Aktivitäten ab und misstrauten sogar demselben Markenzeichen, das sie teilten, um Stile der zeitgenössischen Musik in ihrer Muttersprache zu kultivieren. In jedem Fall wurden die führenden Gruppen des Rock Català zu einer fundamentalen Referenz in der Vorstellung der unabhängigen Jugend, die auf die Konzerte mit Liedern, Sternen, Säulen, Banner usw. aufmerksam gemacht wurde. Ergänzender Weise lässt sich sagen, dass einige der Liedtexte zweier Gruppen von Sant Jordi (Els Pets und Sau) dem Katalanismus zugehörig sind.

### Weitere Gruppen
Die vier Gruppen des Makrokonzerts wurden in den 1990ern anderen Gruppierungen hinzugefügt, von denen einige ebenfalls große Popularität erreichten. Die 1986 gegründeten und aus Penedès stammenden Lax’n’Busto, die als die Enkelkinder der Band angesehen werden, wurden mit Lieder wie Tinc fam de tu (deutsch: „Ich bin hungrig nach dir“) oder Miami Beach bekannt und blieben weiterhin aktiv, allerdings mit einem Sängerwechsel: Salva Racero ersetzte 2006 den Sänger Pemi Fortuny. Die 1996 in Girona gegründete und 1996 wieder aufgelöste Gruppe Umpah-pah wurde von Adrià, heute Josep-Puntí, geleitet, der später eine Solokarriere hinlegte. La catximba (deutsch: „Die Katze“) ist eine ihrer emblematischsten Kreationen. Eine weitere erfolgreiche Band, ist Tancat per Defunció [7] (deutsch: „Wegen Todesfall geschlossen“), die Band von Jaume Papell, die mit Liedern wie Com Vols que T’ho Digui (deutsch: „Wie soll ich es dir sagen?“), Amor d’Estiu o Coses que passen (deutsch: „Sommerliebe oder Dinge, die passieren“) 1990, 1991 und 1992 mehrere Konzerte gaben, jedoch danach aufgrund von Aufzeichnungsproblemen verschwanden. Eine weitere der talentiertesten und heute zum Kult gewordene Band ist Kitsch, die mit dem dunkleren after-punk verbunden war. Die aus Menorca stammenden Ja T’ho Diré wurde zwischen 1986 und 2003 mit Liedern wie Si véns (deutsch: „Wenn du kommst“) bekannt. Der Sänger dieser Band, Cris Juanico, arbeitet heutzutage alleine und an Projekten wie Menaix a Truà, einer Band, die 1999 zusammen mit Toni Xuclà und Juanjo Muñoz gegründet wurde.
Die Rockgruppe Brams, die sich offen unabhängig nannte, war zwischen 1990 und 2005 aktiv. Zu ihrem frühen Repertoire gehören Kompositionen wie El president (deutsch: „Der Präsident“), die dem Oberhaupt der katalanischen Regierung gewidmet ist, oder Vull per demà (deutsch: „Ich will für morgen“). Ihr Leader, Titot, leitet nun Projekte mit Gruppen wie Mesclat oder Aramateix, als Erbe von Brams.

### Die zweite Generation
Eine zweite Generation des rock català entstand Mitte der Neunziger mit Gossos, Whisky’ns und Gluacs. Mit Joan Masdéu, als noch existierende Frontstimme, wurde Whiskyn’s, später Whisky’ns Cullons, 1992 in Reus gegründet. Unter ihren ersten bekannt gewordenen Liedern finden sich Broker und Lila. Das Quartett Gossos aus Manresa, das 1993 ins Leben gerufen wurde, wird nur von akustischen Gitarren begleitet und feierte seine ersten Erfolge mit Rera teu (deutsch: „Hinter dir“) oder Mira’m bé (deutsch: „Guck mich gut an“). Seit 2002 ist die Gruppe elektrisch und hat ein Schlagzeug (Santi Serratosa). Die Glaucs aus dem Empordà, welche zwischen 1994 und 2003 bestanden, haben ihren Namen von einem ihrer ersten Songs, Els teus ulls glaucs (deutsch: „Deine grünlich weißen Augen“) entnommen. Der Leader der Band, Jofre Bardagí, ist seit 2006 ins Sologeschäft umgestiegen.

### Die Jahrhundertwende
Wie die meisten ihrer Nachfolger, lösten sich mit der Jahrhundertwende drei der vier Gruppen von Sant Jordi, die Pioniere des Rock Català, auf. Der Anführer von Sau und einer der Ikonen der Bewegung, Carles Sabater, starb 1999 am Ende eines Konzerts in Vilafranca an einem Herzstillstand. Sein Partner, Pep Sala, hat seitdem alleine oder mit La Banda del Bar gearbeitet.
Die populärste Gruppe des Phänomens und der Aufhänger des Posters des Makrokonzerts, Sopa de Cabra, löste sich 2002 auf, nachdem sie große Hits wie Camins (deutsch: „Wege“) oder El far del sud (deutsch: „Der Leuchtturm des Südens“) hervorgebracht hatte. Kurz nach seinem Abschied starb der Gitarrist Joan Cordana, Ninyín. Seine beiden Kameraden, Gerard Quintana und Josep Thió, machten als Solisten weiter und andere Mitglieder der Gruppe setzten ihre Tätigkeit in Kabul Babà fort. Jahre später, 2011, kündigten sie ihre Rückkehr an und 2015 veröffentlichten sie ihr neuestes Projekt Circles (deutsch. „Kreise“). Ihre Gruppenphase, die 1993 auch auf Spanisch mit der CD Mundo infierno (deutsch: „Höllenwelt“) stattfand, stieß bei einem Teil der Anhänger, die eine politische Lesung ausübten, auf Ablehnung. Einige verbreiteten sogar Gerüchte zu den Konzerten. Die Tatsache, dass die Gruppe einige Stücke auf Katalanisch auf kastilischem Boden sang, verursachte ähnliche Zwischenfälle – mit allerdings entgegengesetzten Zeichen. 2002 lösten sich Sangtraït auf. Der Sänger Quim Mandado veröffentlichte 2003 sein Soloalbum Eclosión (deutsch: „Schlüpfen“) und einige der ehemaligen Mitglieder sind an anderen Projekten beteiligt.
Zwanzig Jahre nach dem Makrokonzert, gibt es nur noch eine einzige bestehende Gruppe: Els Pets. Die aus Constantí stammende Band, welche zu einem Klassiker geworden ist, triumphierte weiterhin dank ihrer Entwicklung vom landwirtschaftlichen Rock, den sie Mitte der Achtziger pflegte, hin zu einem intimen und reifen Rock, der sich seit seiner Wiedergeburt 1997 mit dem Album Bondia gebildet hat und unter dem Einfluss des Britpops steht. Somit konnte die Band 85.000 Exemplare verkaufen.
Seit Mitte der Neunziger und vor allem um die Jahrhundertwende, verschwanden die Faktoren, welche das Phänomen des Rock Català zusammen begünstigt hatten. Es gab weiterhin Rock auf Katalanisch, aber dieser war weit entfernt von dem, was im vergangenen Jahrzehnt darunter verstanden wurde und wies eine geringere öffentliche und kommerzielle Vitalität auf.
Zum Sant Jordi 2005, vierzehn Jahre nach dem Makrokonzert, kehrten 18.000 Menschen zurück um das Stadion zu füllen, in dem ein Konzert zugunsten der katalanischen Musik und der katalanischen Kultur im Allgemeinen stattfand, das am 23. April von der Kommission organisiert wurde, um verschiedene Einheiten zusammenzubringen, die ihre eigene Sprache und Kultur fördern. Die Veranstaltung inszenierte ein Relief der Generationen des Rocks der Sprache des Landes und umfasste Auftritte der jungen Gruppen Obrint Pas, Mesclat, Dept und La Carrau, der Veteranen Lax’n Busto, der Solisten Lluís Llach und Quimi Portet und des jungen Liedermachers Feliu Ventura.
Enderrock produzierte 2008 den Dokumentarfilm La gran nit del Sant Jordi (deutsch: „Die große Nacht des Sant Jordi“), der 17 Jahre später an die ersten 15 Jahre und 150 Ausgaben der Zeitschrift erinnerte. Die Regie führte Batabat (Katalanische Produktionsgesellschaft).

### Die Gegenwart
Die katalanische Musik stellt nach wie vor eine Minderheit in der englisch und spanisch geprägten Musikszene dar, welche die Sprache der meisten Sänger und Erfolgsgruppen des Landes darstellt, von denen einige gelegentlich auf Katalanisch arbeiten. Die Muttersprache ist hauptsächlich auf Festivals wie dem Senglar Rock, das 1998 ins Leben gerufen wurde, oder dem popArb, das 2005 entstand, vertreten und besitzt dort inzwischen eine gewisse Gegenwärtigkeit. Diejenigen, die das Spanische oder Englische bevorzugen, haben allerdings nur einen geringen oder gar keinen Zugang. Die Sprache ist in den Medien, die sich andererseits von der Musik entfernt haben, nicht wirklich präsent. Das Sprachengesetz von 1998 verpflichtet alle Rundfunkanstalten, mindestens 25 % der Lieder auf Katalanisch oder Aranesisch (Okzitanisch) auszustrahlen; eine Quote, die die meisten nicht erreichen. Seit 2009 hat sich Ràdio 4 des Ràdio Nacional d’Espanya (RNE) darauf spezialisiert und sendet 15 Stunden pro Tag.
Jedes Jahr werden etwa 500 Alben auf Katalanisch veröffentlicht. Die relative Normalisierung der Sprache in der Welt des Rocks hat durch die simple Tatsache ihrer Benutzung an politischer Bedeutung gewonnen und bereits im 21. Jahrhundert, in der Krise der Plattenlabels, die Karrieren von Gruppen wie den Mallorquinern Antònia Font, den Barceloniern Mishima, Manel und Els Amics de les Arts oder, denen aus Sabadell stammenden, Rauxa und Ix! begünstigt. Erfolgreiche katalanische Gruppen der Neunziger kamen aus Landkreisen, folgten früheren Modellen und wurden sprachlich markiert; die aktuellen stammen aus Metropolen und lokalen Gebieten, harmonisieren mit dem musikalischen Moment und priorisieren ihren Stil. Sie schätzen die Kritik und die Melodien, eine unveröffentlichte Sache der 90er, was ihre Reife zum Ausdruck bring. Es handelt sich jedoch um Eliteprodukte und nicht um Massenanfertigungen.